# Hillside Memorial Park
Le Hillside Memorial Park est un parc et un cimetière californien.

## Cimetière
Il est situé au 6001 West Centinela Avenue, à Culver City, dans le comté de Los Angeles en Californie,.

## Personnalités inhumées au cimetière
- Maria Altmann
- Jack Benny
- Mickey Cohen
- Max Factor
- Friz Freleng, dessinateur
- Hank Greenberg
- Jerry Goldsmith
- Ruth Handler
- Lou Holtz (actor), acteur
- Moe Howard, acteur
- Sally Insul
- Al Jolson
- Jerry Leiber
- Sheldon Leonard, acteur
- Jules Levy, producteur
- Mary Livingstone, actrice
- Michael Landon , acteur
- Joanna Moore
- Leonard Nimoy
- Suzanne Pleshette, actrice
- Deborah Raffin, actrice
- Connie Sawyer, actrice
- Robert B. Sherman, des Frères Sherman, compositeur
- Dinah Shore
- Harry Richman
- Julius Shulman
- Aaron Spelling, producteur de télévision
- Shelley Winters, actrice
- Sol M. Wurtzel, producteur de cinéma